# Lliura de Santa Helena
La lliura de Santa Helena (en anglès Saint Helena pound o, simplement, pound) és la moneda de l'illa de Santa Helena, dependència britànica a l'Atlàntic. El codi ISO 4217 és SHP i normalment s'abreuja £, o £S per diferenciar-la de la lliura esterlina i d'altres tipus de lliures. Se subdivideix en 100 penics, a semblança d'altres lliures.
La lliura de Santa Helena té el mateix valor que la lliura esterlina. Emesa pel Govern de Santa Helena (Government of Saint Helena), en circulen monedes d'1, 2, 5, 10, 20 i 50 penics i d'1 i 2 lliures, i bitllets de 5, 10 i 20 lliures.

## Taxes de canvi
- 1 EUR = 0,6830 SHP;1 SHP = 1,4643 EUR (16 de juny del 2006)
- 1 USD = 0,5410 SHP; 1 SHP = 1,8483 USD (16 de juny del 2006)